# 開琴駅
開琴駅（ケグムえき）は、大韓民国釜山広域市釜山鎮区にある釜山交通公社2号線の駅である。駅番号は223。「仁済大学校釜山白病院」を副駅名としている。

## 駅構造
相対式ホーム2面2線の地下駅。フルスクリーンタイプのホームドアが設置されている。出入口は6箇所に設けられている。

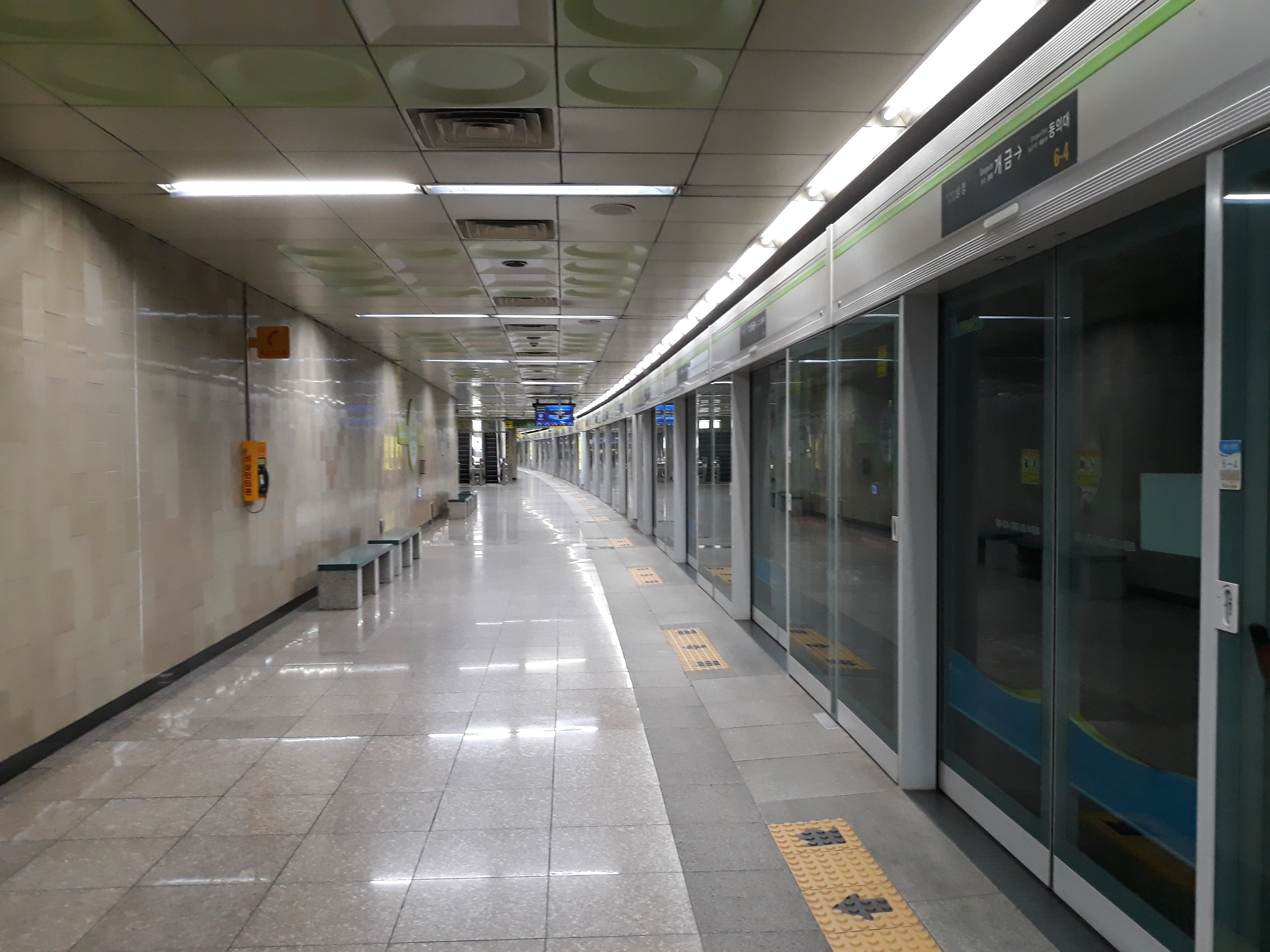
上りホーム（2018年5月）
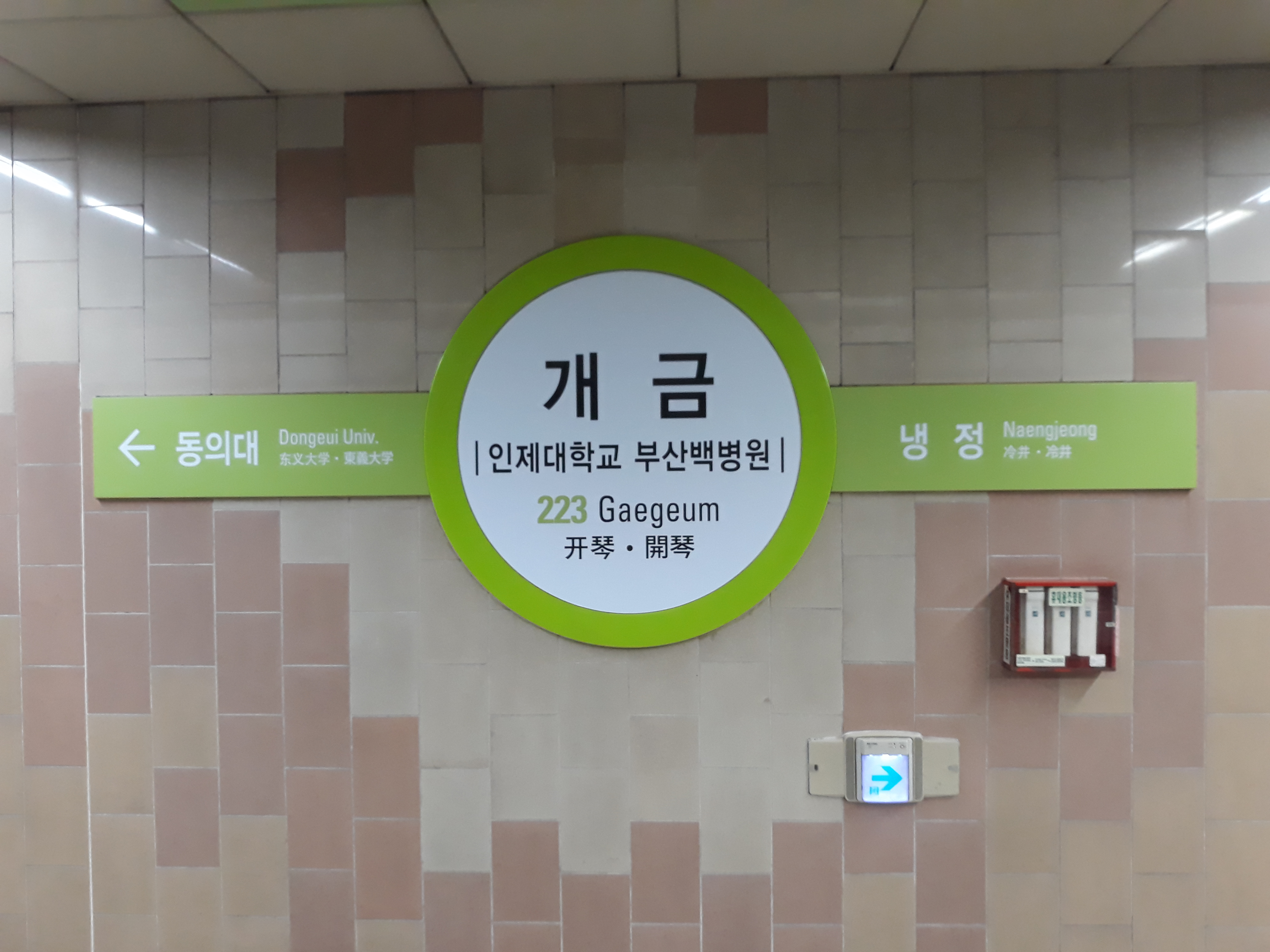
駅名標

### のりば
| 上り | 2号線 | 萇山方面 |
| 下り | 2号線 | 梁山方面 |

## 駅周辺
- 釜山鎮警察署開琴1治安センター
- 仁済大学校釜山白病院
- 開琴初等学校
- 開和初等学校
- 開林初等学校
- 開林中学校
- 国民銀行開琴支店
- 中小企業銀行開琴支店
- 新韓銀行開琴洞支店
- 釜山銀行開琴洞支店
- 釜山銀行新開琴営業所

## 歴史
- 1999年6月30日 - 2号線開通に伴い開業。
- 2018年1月1日 - 副駅名「仁済大学校釜山白病院」を追加。

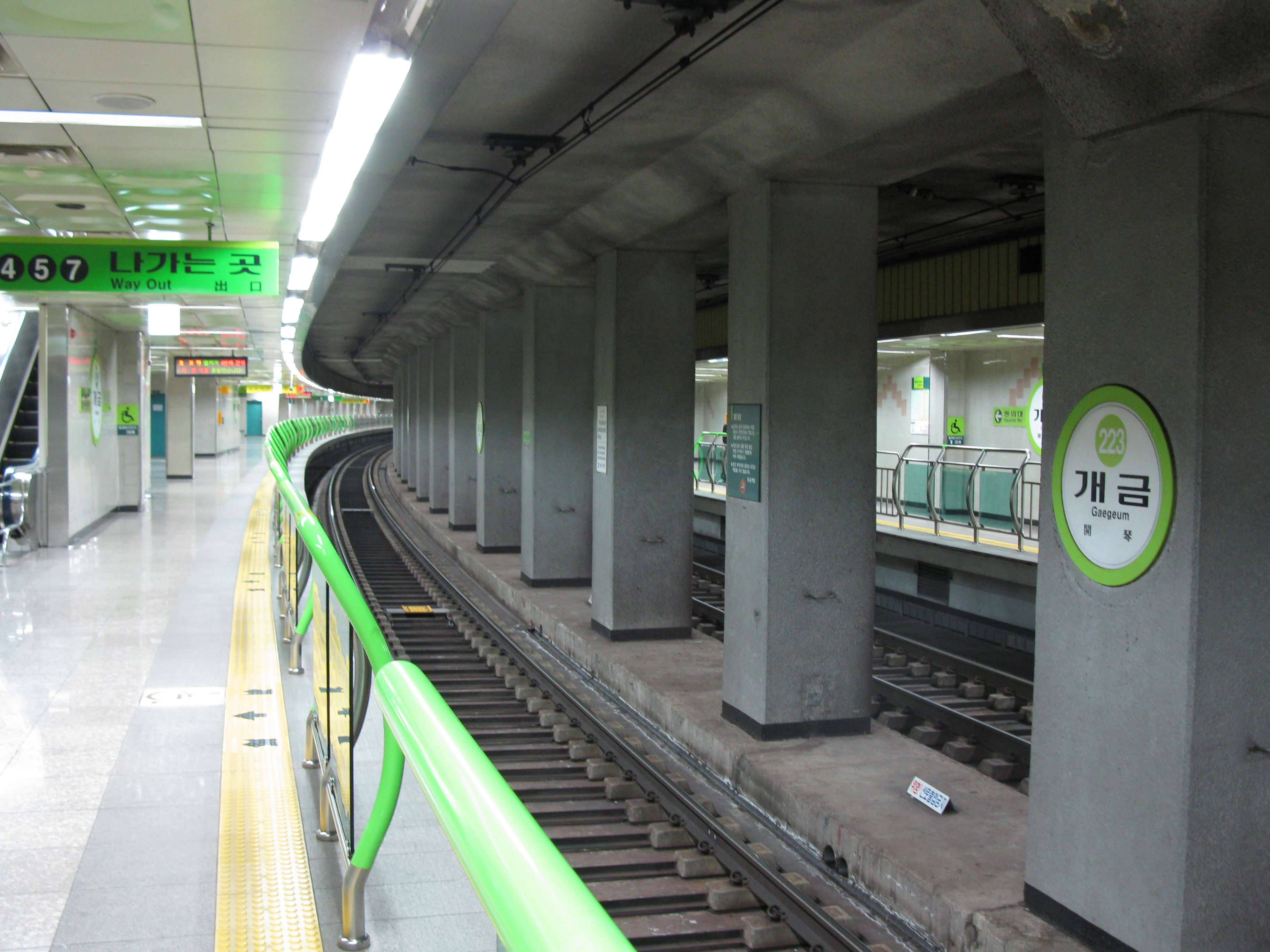
ホームドア設置前（2009年2月）
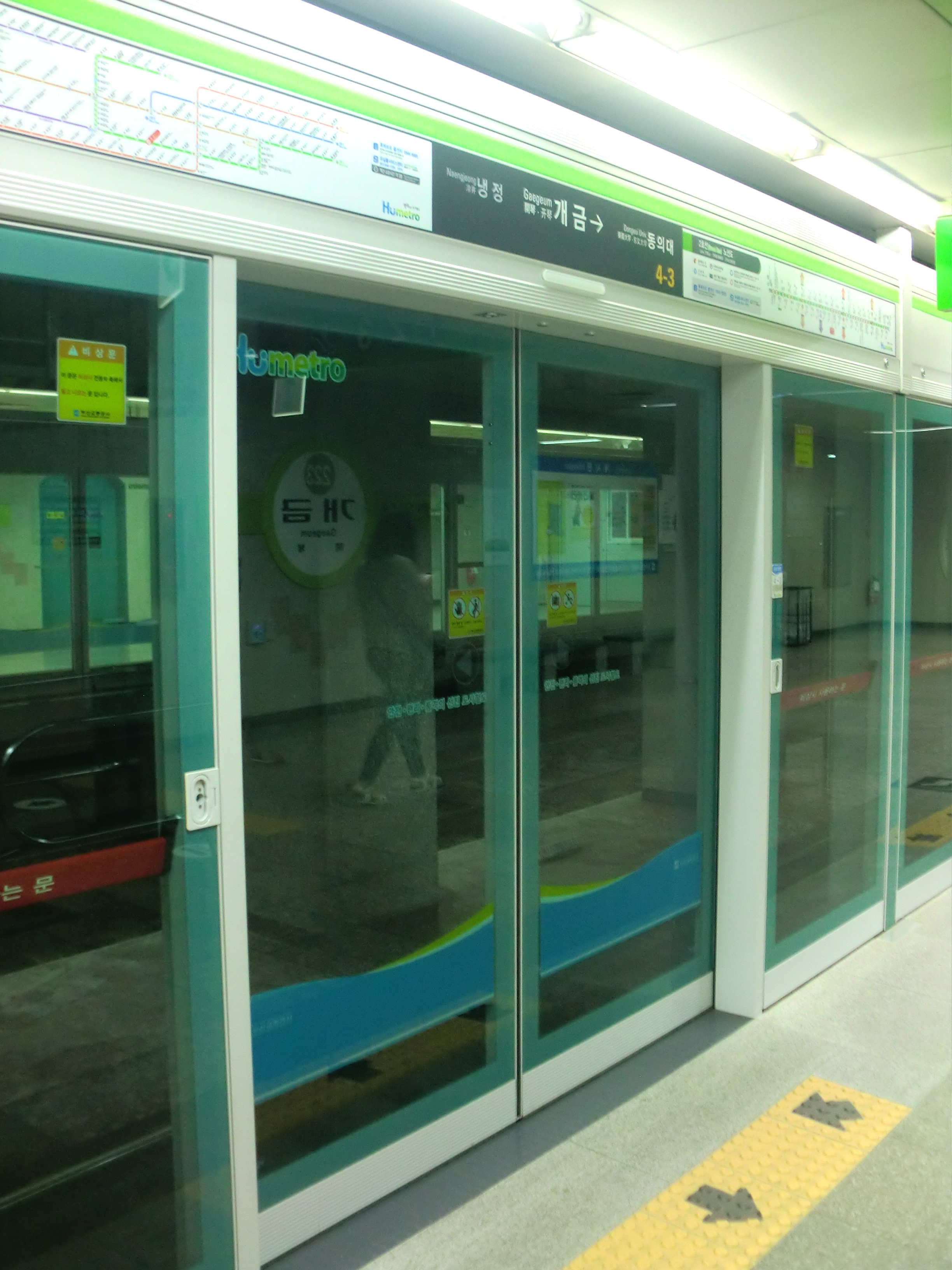
駅名標交換前の上りホーム（2015年5月）

## 隣の駅
釜山交通公社
 2号線
東義大駅 (222) - 開琴駅 (223) - 冷井駅 (224)